# Uwe Goetze
Uwe Goetze (* 9. Januar 1961 in Berlin; † 28. Juli 2025 ebenda) war ein deutscher Politiker (CDU). Er war von 1991 bis 2011 Mitglied des Abgeordnetenhauses von Berlin.

## Leben
Goetze wuchs in Berlin auf und besuchte die Herder-Oberschule, an der er 1979 das Abitur ablegte. Im Anschluss folgte eine Lehre als Bankkaufmann, die er 1982 abschloss. Er erhielt 1982 eine Anstellung bei der Bank für Bank für Handel und Industrie AG und begann im selben Jahr ein Studium der Betriebswirtschaftslehre, das er 1984 vorzeitig beendete. Von 1984 bis 1990 war er als Dozent in der politischen Bildungsarbeit tätig. Von 1993 bis 1999 war er zunächst Bereichsleiter, später Vertriebsbeauftragter der Beratungs- und Service-Gesellschaft Umwelt mbH in Berlin.
Er war verheiratet und hatte zwei Kinder.

## Politik
Goetze war seit 1977 Mitglied der CDU und von 1977 bis 1996 Mitglied der Jungen Union. Von 2005 bis 2011 war er Vorsitzender des CDU-Ortsverbandes Charlottenburg-Nord und seit 1981 Delegierter zum Kreis- und Landesparteitag der Christdemokraten.
Goetze war von 1985 bis 1990 Mitglied der Bezirksverordnetenversammlung Charlottenburg und dort stellvertretender Vorsitzender der CDU-Fraktion. Bei den Berliner Wahlen 1990, 1995, 1999, 2001 und 2006 wurde er jeweils in das Abgeordnetenhaus gewählt, dem er bis 2011 angehörte. Im Parlament war er von 1993 bis 2006 umweltpolitischer Sprecher, ab 1999 Parlamentarischer Geschäftsführer, von 2002 bis 2003 schulpolitischer Sprecher und von 2006 bis 2011 haushalts- und finanzpolitischer Sprecher der CDU-Fraktion.